# Lignes aériennes militaires
La Lignes aériennes militaires è stata la linea aerea militare adibita al trasporto di personale, materiali e cibo, istituita dalle Forces aériennes françaises libres, ossia le forze aeree della Francia libera, durante la Seconda guerra mondiale.

## Storia
Nel luglio del 1941, dopo che, grazie alle vittoriosa operazione Exporter, portata avanti dagli Alleati tra l'8 giugno e il 14 luglio, il movimento della France libre ebbe ottenuto il controllo della Siria, de Gaulle si rese conto della necessità di costituire una rete di linee aeree francesi autonome atte a collegare il Medio Oriente e i territori dell'Africa collegati a France libre. Tali linee aeree militari avrebbero dovuto, tra l'altro, consentire la comunicazione e gli scambi economici tra le varie parti dell'Impero coloniale francese annesse a France libre, dando a quest'ultima la possibilità di affrancarsi maggiormente dalla tutela britannica.
De Gaulle nominò a capo del progetto il colonnello Lionel de Marmier e, poco dopo, la Lignes aériennes militaires venne fondata a Damasco. Dopo aver ripristinato l'aeroporto e alcuni degli aerei danneggiati o abbandonati dalle forze di Vichy per ordine delle commissioni d'armistizio al momento dell'evacuazione della Siria, e dopo aver opportunamente addestrato tecnici e piloti, l'8 settembre 1941 venne effettuato il primo volo di collegamento Damasco-Il Cairo. Nonostante la carenza di attrezzature e personale, già due mesi dopo il primo volo la rete di rotte percorse dalla Lignes aériennes militaires si estendeva per circa seimila chilometri, avendo come estremi Damasco e Brazzaville, allora capitale dell'Africa Equatoriale Francese, e su tale rete la compagnia francese trasportava, con un traffico sostanzialmente regolare, cibo,  medicine e passeggeri, oltre ad effettuare collegamenti speciali per scopi militari. Grazie alle Lignes aériennes militaires fu, ad esempio, possibile rifornire di viveri e munizioni la famosa "Colonna Leclerc".
Dopo la liberazione del Nord Africa dalle forze nazifasciste, terminata nel maggio 1943, i collegamenti della Lignes aériennes militaires, con a capo sempre Lionel de Marmier, che nello stesso anno fu nominato presidente della compagnia, si estesero ulteriormente. Così, nell'ottobre 1943, lo stesso de Marmier, a bordo dell'aereo Paris, effettuò il primo collegamento Damasco-Mosca, con l'obiettivo di stabilire un collegamento non solo con la capitale sovietica ma anche con i piloti francesi del reparto da caccia Normandie-Niémen, in quel periodo impiegati in combattimenti sul fronte sovietico. Nel marzo del 1944, il punto di partenza principale della Lignes aériennes militaires fu stabilito ad Algeri cosicché la compagnia poté consentire collegamenti regolari tra i territori del Medio Oriente, dell'Africa Equatoriale Francese e dell'Africa Occidentale Francese, controllati o comunque collegati alla Francia libera, servendo le rotte Accra-Kano-Fort Lamy (oggi N'Djamena), Pointe-Noire -Libreville-Douala-Lagos-Accra, Brazzaville-Antananarivo-Riunione, Damasco-Teheran, Damasco-Mosca, Damasco-Dakar e Dakar-Antananarivo.
Il 1º gennaio 1945, la Lignes aériennes militaires si unì ai servizi aerei civili e fu sostituita dalla "Rete delle compagnie aeree francesi". Il 26 giugno 1945, all'indomani della fine della guerra, l'aviazione civile francese fu nazionalizzata e l'ex società privata Air France divenne di proprietà statale. Infine, con un decreto del 29 dicembre 1945, il governo francese pose fine all'utilizzo della "Rete delle compagnie aeree francesi" affidando l'intera rete aerea francese alla compagnia nazionale: l'Air France.